# فرودگاه گاریسا
فرودگاه گاریسا (به انگلیسی: Garissa Airport) یک فرودگاه همگانی، غیرنظامی با کد یاتا GAS است که یک باند فرود آسفالت دارد و طول باند آن ۱۲۰۰ متر است. این فرودگاه در کشور کنیا قرار دارد و در ارتفاع ۱۴۵ متری از سطح دریا واقع شده‌است.